# Matějovec (Český Rudolec)
Matějovec (německy Modes) je vesnice, část obce Český Rudolec v okrese Jindřichův Hradec. Nachází se 9,5 kilometru severozápadně od Slavonic v Jihočeském kraji. Před první světovou válkou v ní převažovalo německé obyvatelstvo, ale po roce 1918 zde vznikla silná česká menšina.

## Historie[4]
Ves je uváděna poprvé v pramenech roku 1399 při prodeji Heřmana z Hradce bílkovského zboží Janovi z Kravař. Matějovec náležel původně pánům z Hradce. Při dělení zboží Krajířů z Krajku v roce 1487 se uvádí matějovecká rychta, k níž náležely vsi Matějovec, Radíkov, Stoječín, Stálkov a Vlastkovec. Po smrti Volfa Krajíře roku 1554 se dostaly okrajové vsi při hranici s landštejnským panstvím do rukou synovce Zdeňka Krajíře z Krajku a na Landštejně, který jimi obvěnil svoji dceru Annu, provdanou za Viléma z Roupova. Kolem roku 1580 se stal Matějovec se dvorem Růženou spolu s Dolním Radíkovem, Stálkovem se dvěma pilami, Stoječínem, Vlastkovcem a dalšími vesnicemi samostatným statkem, který od Viléma z Roupova přikoupil k Rudolci roku 1596 Václav Hodický z Hodic. Od té doby náležel Matějovec k rudoleckému panství až do roku 1849.
Podle lánového rejstříku před třicetiletou válkou bylo v Matějovci 27 usedlostí, z toho zůstala osazena jen 1 a ostatních 26 zpustlo. Do roku 1671 se podařilo znovu osadit 4 usedlosti.
Podle vceňovacího operátu žilo roku 1843 v Matějovci 535 obyvatel, z toho 252 mužů a 283 žen ve 74 domech a 124 domácnostech. Z nich se živilo 26 zemědělstvím, 11 živnostmi, vedle 87 nádeníků. Ve vsi bylo 6 pololáníků s 18 až 24 jitry půdy, 18 čtvrtláníků se 7 až 10 jitry, 2 domkáři se 2 jitry a 42 domkářů bez půdy. Desátky byly odváděny panství Český Rudolec a faře v místě. Z Matějovce se jezdilo na týdenní pondělní trhy do Slavonic.

## Přírodní poměry

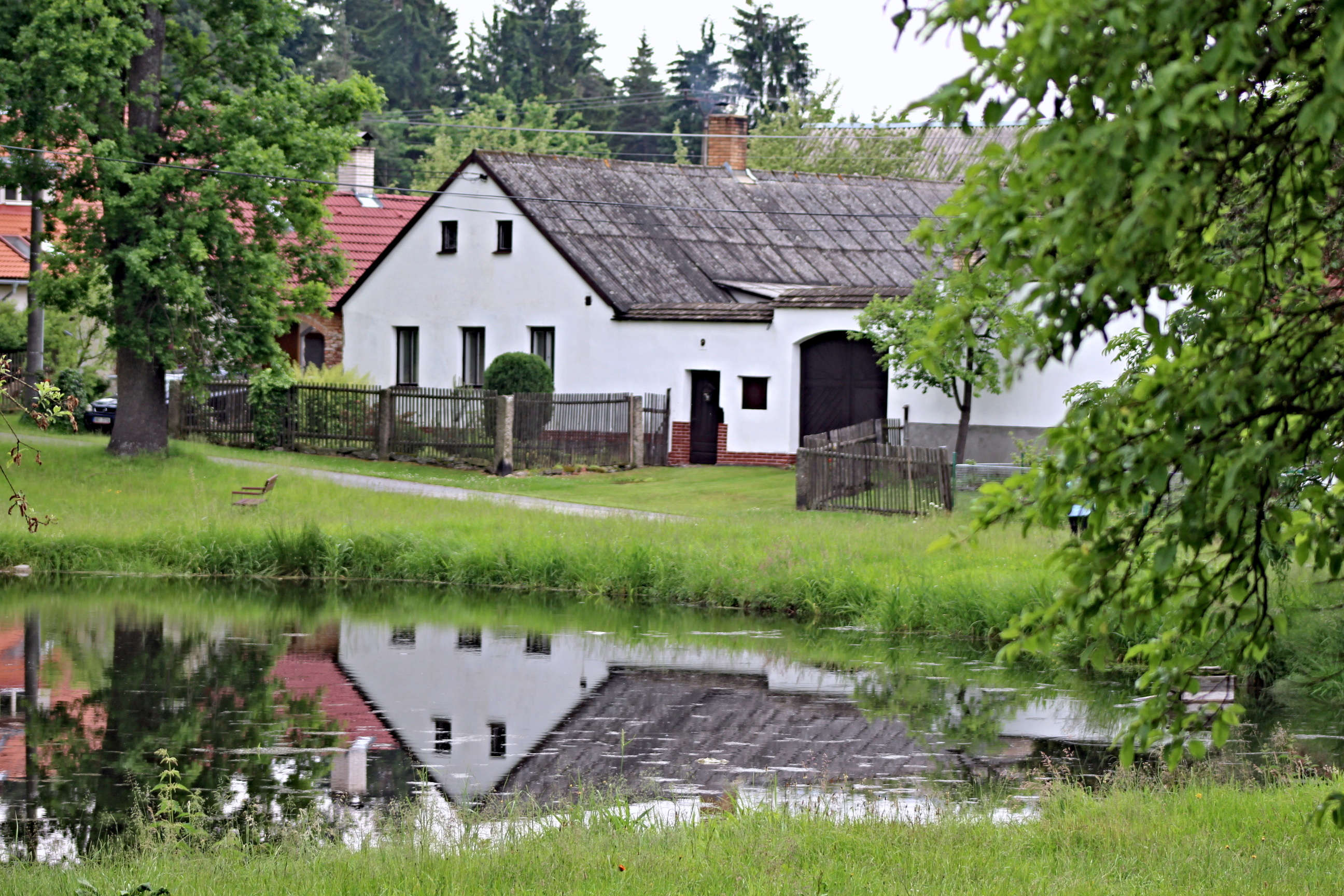
Stavení poblíž rybníka

Obec leží na okraji nižší plošiny východní části Novobystřické vrchoviny. V severní části obce je několik rybníků, z nichž nejvýše položený Hladový rybník je obklopen rašeliništěm. Přes blízký vrch Vysoký kámen (732 metrů), který je od obce vzdálen západně asi dva kilometry, přechází hlavní evropské rozvodí mezi Dunajem a Labem.

## Obyvatelstvo
| Rok            | 1869 | 1880 | 1890 | 1900 | 1910 | 1921 | 1930 | 1950 | 1961 | 1970 | 1980 | 1991 | 2001 | 2011 | 2021 |
| -------------- | ---- | ---- | ---- | ---- | ---- | ---- | ---- | ---- | ---- | ---- | ---- | ---- | ---- | ---- | ---- |
| Počet obyvatel | 554  | 549  | 524  | 504  | 452  | 445  | 380  | 181  | 216  | 148  | 133  | 81   | 78   | 74   | 60   |
| Počet domů     | 96   | 99   | 98   | 99   | 100  | 97   | 94   | 71   | 53   | 38   | 33   | 54   | 69   | 72   | 63   |

## Obecní správa[4]

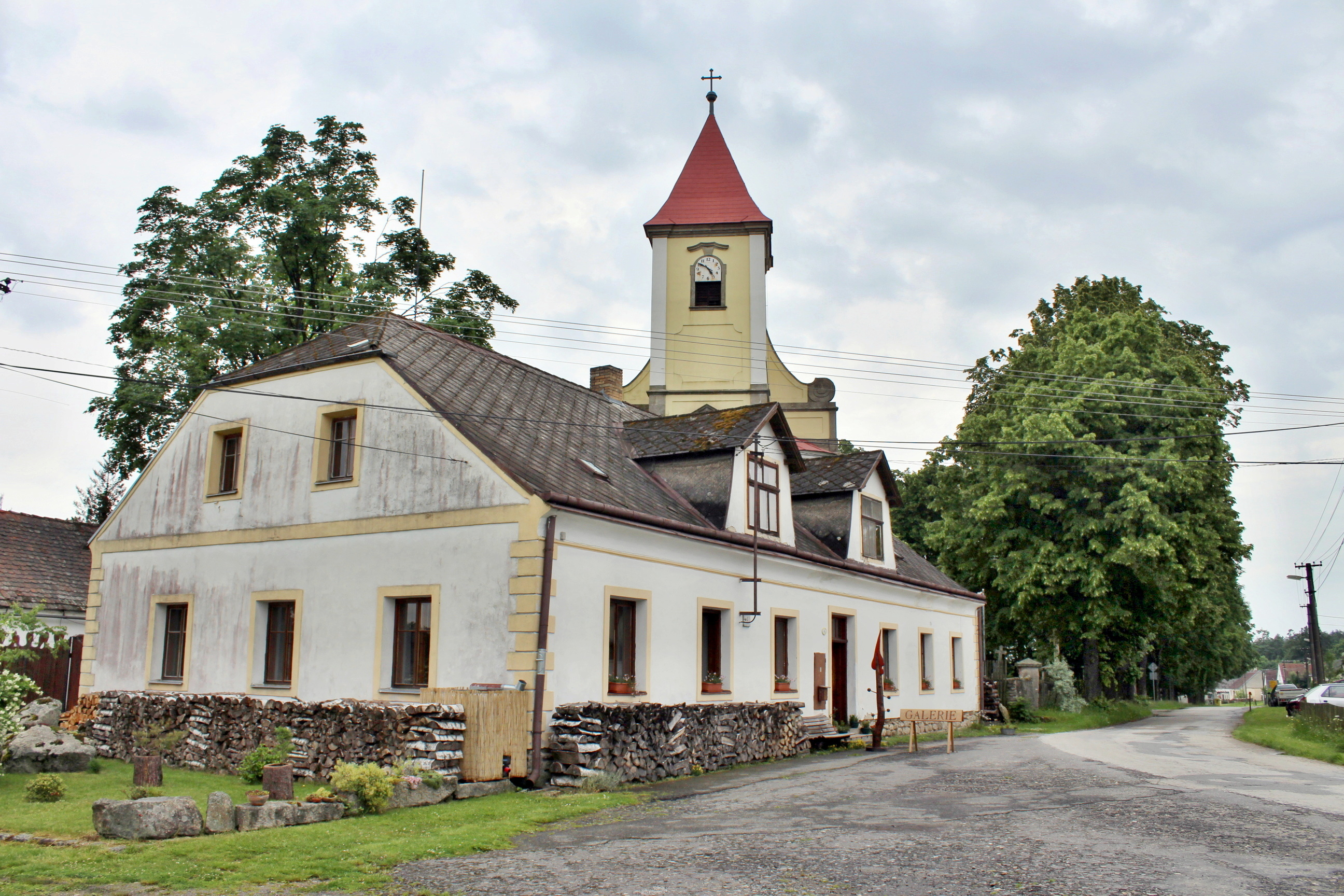
Ve stavení čp. 76 v sousedství kostela se nachází místní galerie

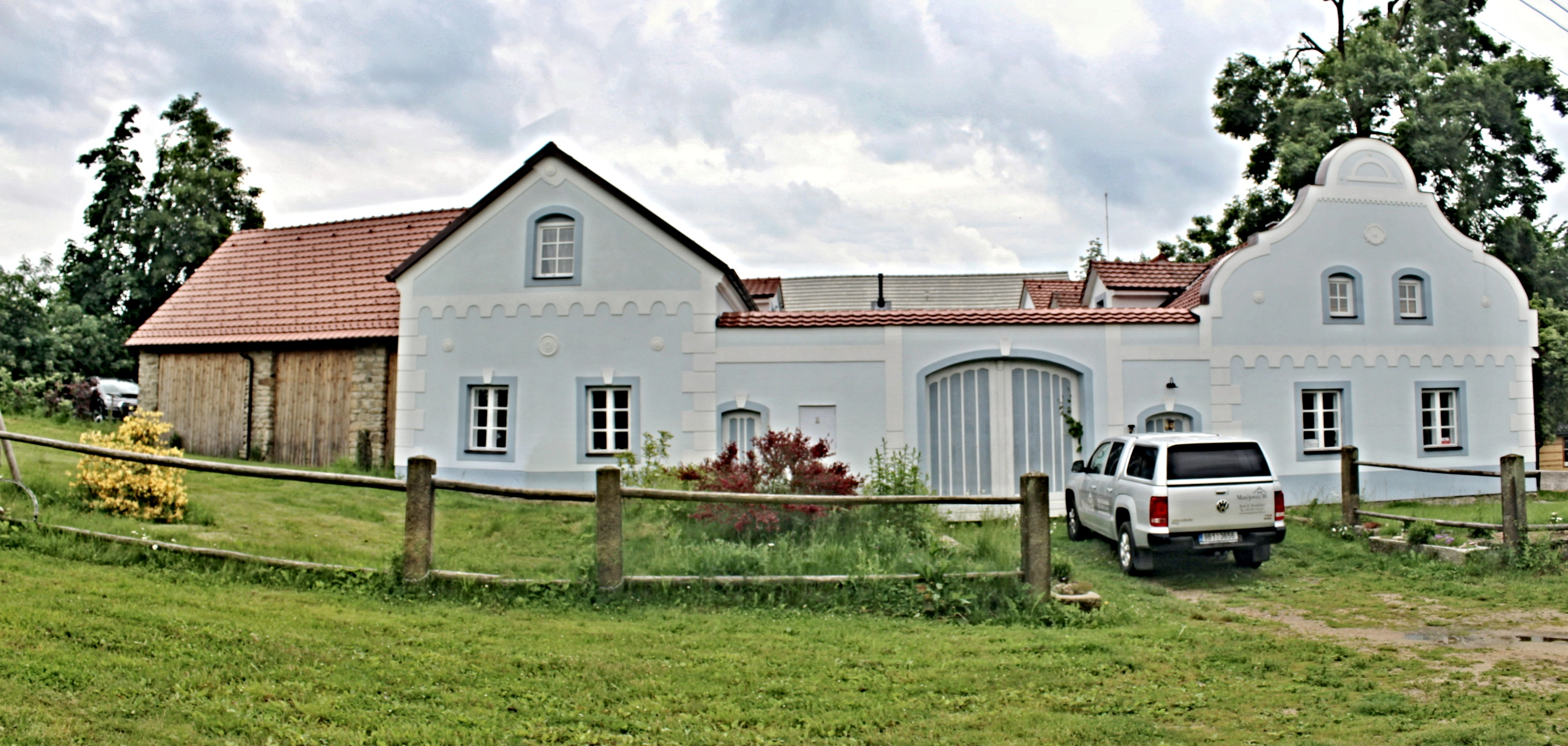
Nově zrekonstruovaný statek čp. 38 slouží jako ubytovací zařízení

Matějovec byl samostatnou obcí a do roku 1849 byl součástí panství Český Rudolec v Jihlavském kraji. V letech 1850 až 1855 byl podřízen politické pravomoci Podkrajského úřadu v Dačicích, v soudní správě okresnímu soudu tamtéž. Po zřízení smíšených okresních úřadů s politickou a soudní pravomocí byl v letech 1855 až 1868 podřízen Okresnímu úřadu v Dačicích. Když byly roku 1868 veřejná správa a soudnictví opět odděleny, vrátil se pod politickou pravomoc Okresního hejtmanství v Dačicích, od roku 1919 okresní správy politické a od roku 1928 okresního úřadu tamtéž. Od roku 1911 náležel pod Okresní soud ve Slavonicích až do roku 1938. Po okupaci pohraničí nacistickým Německem byl od října 1938 do května 1945 podřízen Landratu ve Bejdově, říšská župa Dolní Dunaj a v soudnictví Amtsgerichtu ve Slavonicích.
Po osvobození v květnu 1945 byl začleněn pod Okresní národní výbor v Dačicích a v jeho rámci od roku 1949 pod nově vzniklý Jihlavský kraj. Toto začlenění trvalo až do poloviny roku 1960, kdy po územní reorganizaci byl Matějovec s moravským Slavonickem podřízen pod správní okres Jindřichův Hradec a Jihočeský kraj. Toto trvalo až do zrušení Okresního úřadu v Jindřichově Hradci koncem roku 2002. Od 1. ledna 1980 byl Matějovec připojen v rámci integrace obcí pod Český Rudolec. Od roku 2003 spadá pod pověřený Městský úřad v Dačicích v samosprávném Jihočeském kraji. V letech 1850–1879 k obci patřil Stoječín a v letech 1850–1979 také Rožnov.

## Škola
Na příkaz majitele panství hraběte Razumovského byla škola zřízena v domě č.p. 19 v roce 1788. V roce 1801 vyhořela a nová škola byla postavena až v roce 1843 jako jednotřídní, přestavěna v roce 1873, kdy byla zřízena druhá třída. Do roku 1945 se ve škole vyučovalo v němčině, neboť obyvatelstvo bylo převážně německé. Menšinová jednotřídní škola byla v roce 1920 zřízena v obci Rožnov, kde se pro děti silné české menšiny vyučovalo až do okupace v roce 1938. Česká škola pro matějovecké české děti byla v předválečném období přímo v Matějovci, a to v budově přímo naproti již zmiňované tehdejší škole německé. České rodiny z Matějovce, Radíkova, Stoječína mohly tak své děti posílat, dle žijících pamětníků a tehdejších žáků, přímo do české školy v Matějovci, jejíž vyučování bylo ukončeno na začátku války. Budova české školy po válce pak sloužila postupně jako hostinec, dětský útulek a posléze v 70. letech byla prodána do soukromého užívání. Po roce 1938 a během války mohly české rodiny v Matějovci zůstat a měly protektorátní příslušnost. Po osvobození v roce 1945 bylo v budově školy v Matějovci obnoveno vyučování v češtině pro děti nových osídlenců. Škola byla pro malý počet žáků zavřena v 60. letech dvacátého století a děti od té doby chodí do školy v Českém Rudolci.

## Pamětihodnosti
- Kostel svatého Oldřicha a Linharta – jednolodní barokní kostel z poloviny 18. století, postaven majitelem Rudolce Františkem Alexandrem Hartlem
- Kamenný kříž před kostelem z roku 1825
- Zaniklá vesnice Rapolec stávala jižně od Matějovce. Připomínaná již roku 1399 a v roce 1466 je v písemnostech uváděna již jako pustá
- Zaniklá ves Evaneč mezi Matějovcem a Radíkovem – pustá uváděna již roku 1459
- Zaniklá ves Puzoschlag, jejíž lokalizace není známa, byla ještě roku 1399 osídlena, ale po husitských válkách ještě před rokem 1459 zpustla

## Rybníky v okolí Matějovce
- Hladový rybník – někdy též nazývaný Hlaďák či Hlaďáček
- Korunní rybník – někdy též nazývaný Vraňák
- Pstruhový rybník – mezi Matějovcem a Landštejnem, někdy též nazývaný Elbruk
- Baruch – zaniklý rybník na západním okraji obce; zanikl pravděpodobně v druhé polovině devatenáctého století mezi druhým a třetím vojenským mapováním[zdroj?]

## Galerie

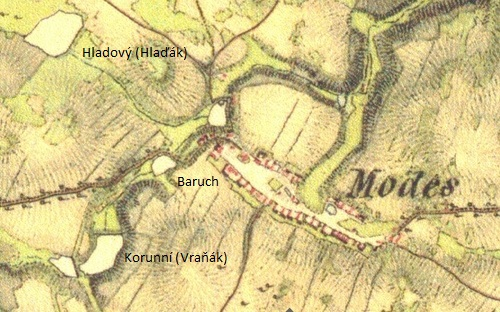
Druhé vojenské mapování Matějovec 1852
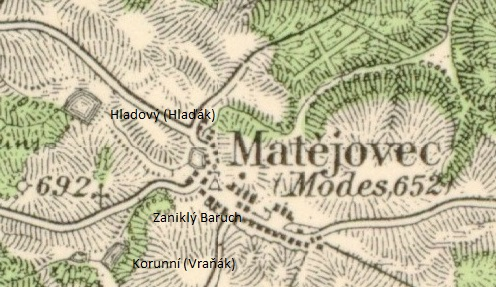
Třetí vojenské mapování Matějovec 1880